# Un errore di Maigret
Un errore di Maigret (titolo originale Une erreur de Maigret) è un racconto dello scrittore belga Georges Simenon con protagonista il personaggio del commissario Maigret.
Il racconto fu scritto a Neuilly-sur-Seine, nell'ottobre del 1936.

## Trama
Una giovane e bella ragazza, Émilienne, assistente in una libreria d'antiquariato di rue Saint-Denis, viene trovata morta per un eccesso di sonniferi sciolti nel tè. Maigret sospetta subito il proprietario, Eugène Labri, francese d'origine egiziana, che trova troppo ossequioso e laido, al punto che non riesce a fermarsi a un certo punto dal colpirlo con un pugno. Trova però anche un pacco di lettere della ragazza all'uomo, che provano che lei era innamorata di lui. Lui ha venduto il negozio, ma aveva incluso anche lei nella trattativa, per non farla licenziare. L'ispettore Lucas telefona a Maigret per rivelargli che all'autopsia la ragazza è risultata vergine, e dunque Maigret capisce di aver sbagliato. Alla fine si capisce che la ragazza si è suicidata, ma il commissario è contento di avere comunque colpito Labri.

## Edizioni
In francese fu pubblicato per la prima volta su "Paris-Soir-Dimanche" (supplément), n° 54 del 3 gennaio 1937, a p. 16, poi in volume nel 1944 nella raccolta Les nouvelles enquêtes de Maigret, presso Gallimard, ultima di 9 inchieste della prima serie.
In italiano il racconto è uscito per la prima volta nel 1962, nella traduzione di Elena Cantini, in Maigret in Rue Pigalle, raccolta nella collana Mondadori “Romanzi di Simenon” (n° 185); poi nel 1967 nella raccolta L'innamorato della signora Maigret della collana “Le inchieste del commissario Maigret” (n° 25); dal 1973 nella collana "Oscar" (n° 476). Esso è stato incluso anche nella raccolta di 16 racconti Maigret indaga (1981). È stato poi incluso nel 2012 nella raccolta Rue Pigalle e altri racconti, nella traduzione di Annamaria Carenzi Vailly per Adelphi (parte della collana "gli Adelphi", al n° 424).

## Film e televisione
Il racconto è stato adattato in televisione una sola volta, quale
- terzo episodio della prima stagione di una serie olandese, con il titolo De moedwillige vergissing, trasmesso per la prima volta il 20 novembre 1964, con Jan Teulings nel ruolo del commissario Maigret.